# Tignac
Tignac ist eine französische Gemeinde mit 20 Einwohnern (Stand 1. Januar 2022) im Département Ariège in der Region Okzitanien. Sie gehört zum Kanton Haute-Ariège und zum Arrondissement Foix. 
Sie grenzt im Nordwesten an Unac, im Norden an Bestiac, im Nordosten an Caussou, im Südosten an Vaychis, im Süden an Savignac-les-Ormeaux und im Südwesten an Perles-et-Castelet. 

## Bevölkerungsentwicklung
| Jahr                       | 1962 | 1968 | 1975 | 1982 | 1990 | 1999 | 2008 | 2015 |
| -------------------------- | ---- | ---- | ---- | ---- | ---- | ---- | ---- | ---- |
| Einwohner                  | 36   | 23   | 21   | 14   | 10   | 15   | 25   | 23   |
| Quellen: Cassini und INSEE |      |      |      |      |      |      |      |      |

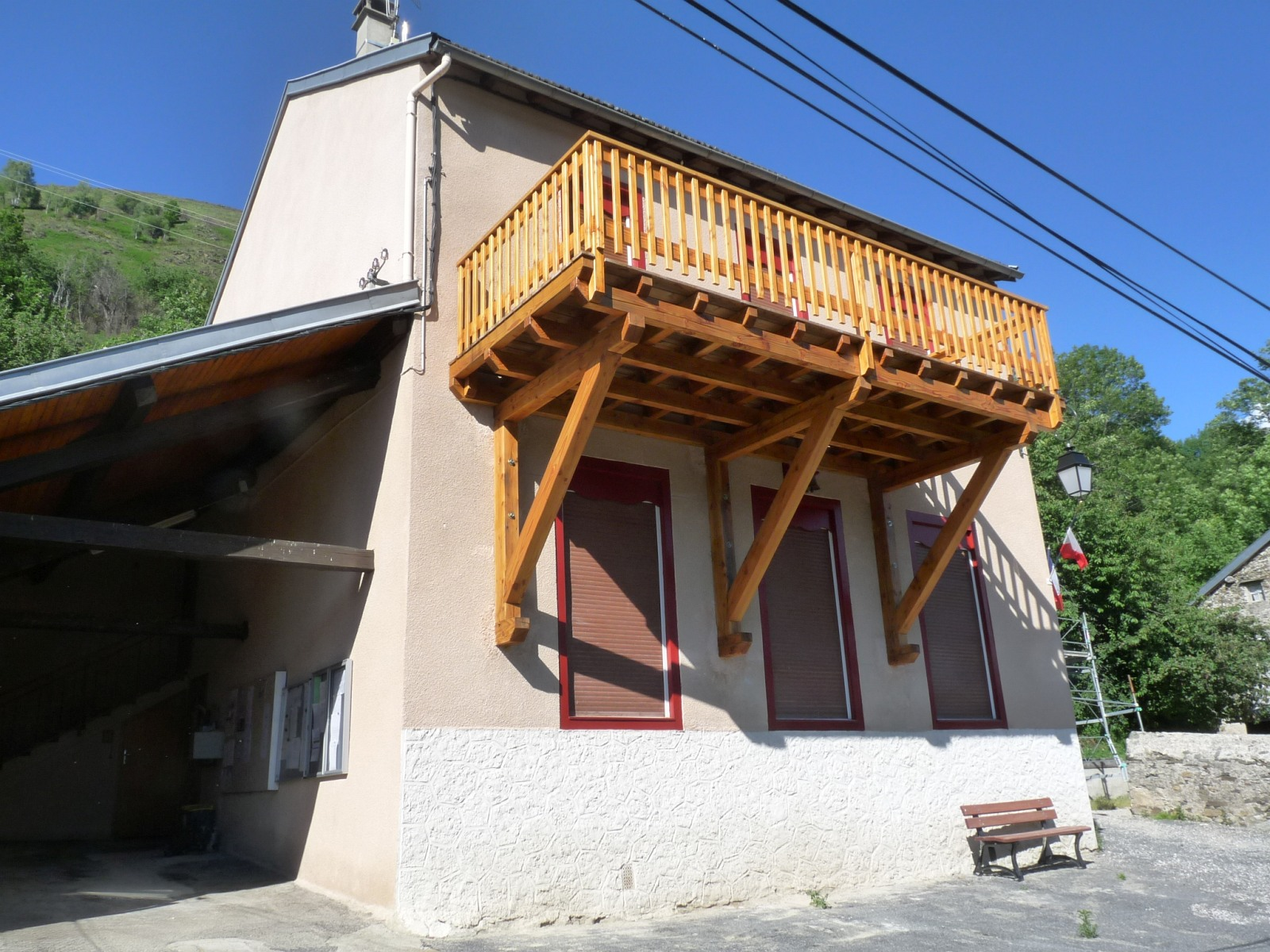
Rathaus von Tignac
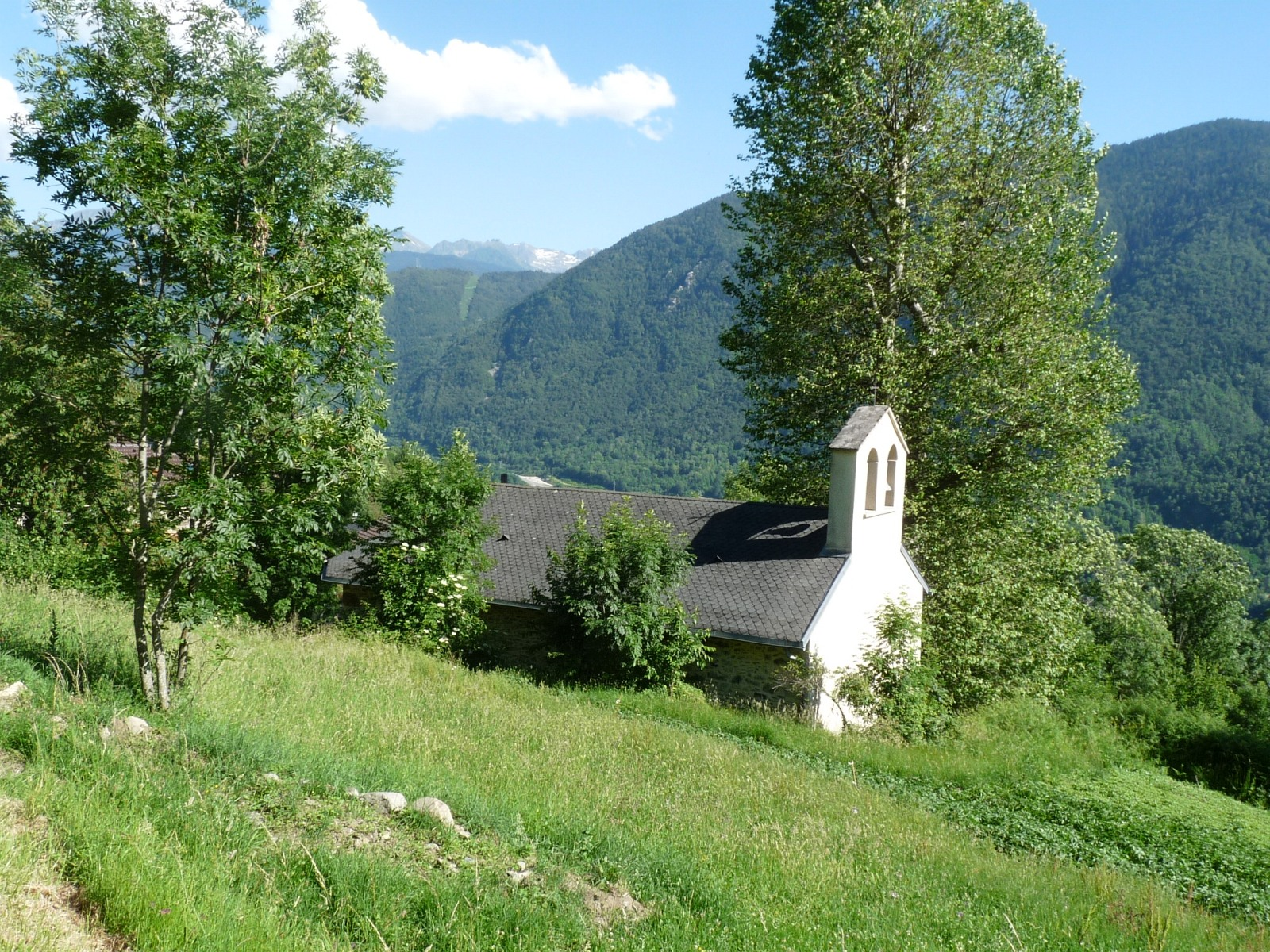
Katholische Kirche
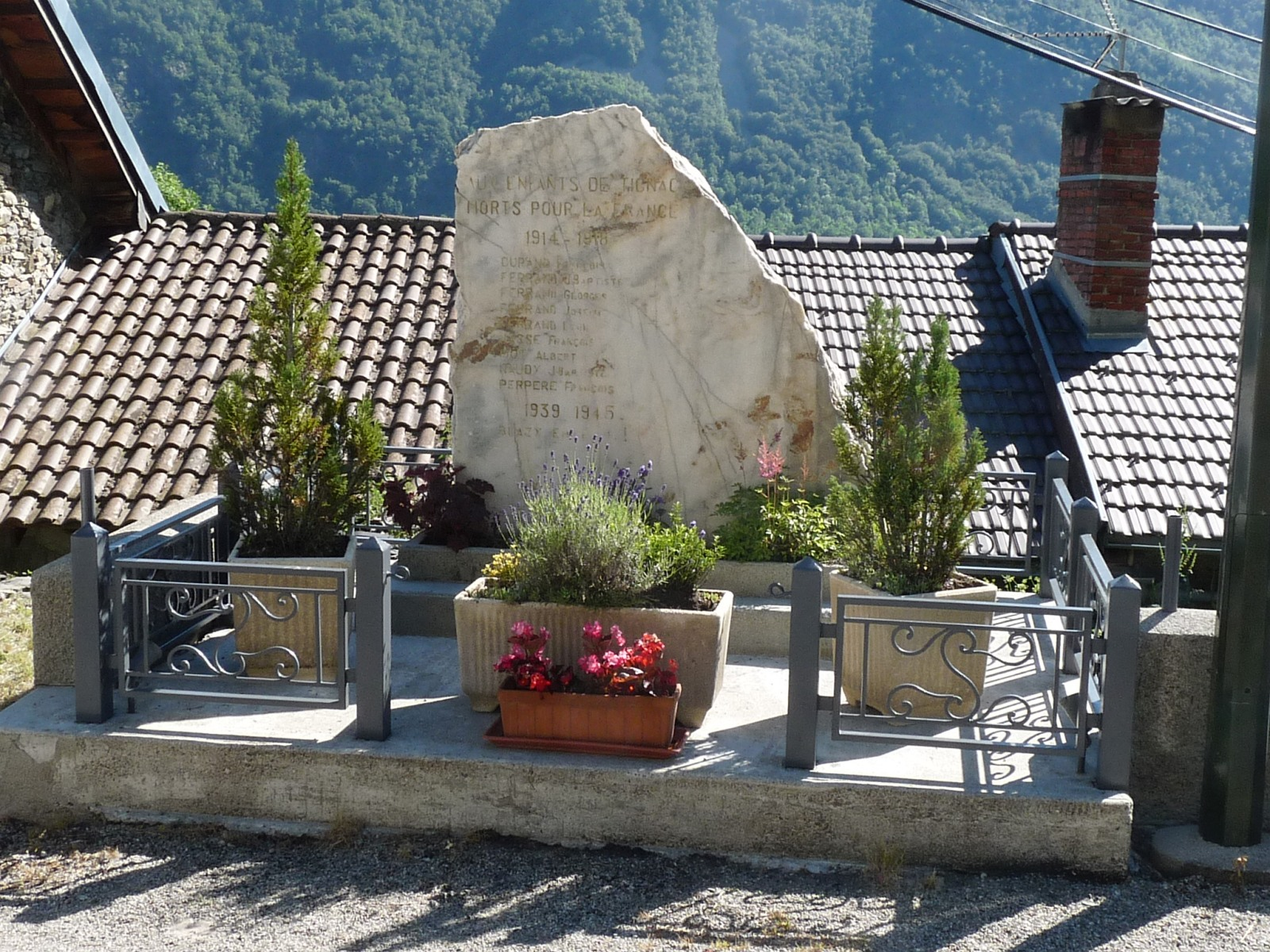
Kriegerdenkmal